# Etheostoma exile
Etheostoma exile är en fiskart som först beskrevs av Charles Frédéric Girard, 1859.  Etheostoma exile ingår i släktet Etheostoma och familjen abborrfiskar. Inga underarter finns listade i Catalogue of Life.